# Manuel Pina Picazo
Manuel Pina Picazo (Madrid, c. 1908–Madrid, 17 de enero de 1942) fue un esquiador y militar español, que luchó en el bando republicano durante la guerra civil española.

## Biografía
Aficionado a los deportes de montaña, pertenecía al club deportivo Sociedad Peñalara. Además, fue uno de los fundadores y miembros de la Junta Directiva del Canoë Club.
En 1934 se casó con la también deportista Margot Moles y ambos fueron pareja de competición de esquí durante años. Destacó en esta disciplina, en la que llegó a ser campeón de España.
Tras el golpe de Estado de 1936 que dio inicio a la Guerra Civil, se alistó en el recién creado Batallón Alpino de esquiadores y combatió en el frente de Guadarrama, donde desempeñó un destacado papel. Manuel Pina perteneció a dicha unidad hasta 1939, en la que se desempeñó como instructor y llegó a ostentar el grado de teniente de Infantería del Ejército de Tierra.
En 1939 nació su única hija, Lucinda, a la que llamaban familiarmente "Luli". Terminada la guerra intentó escapar desde el puerto de Alicante, pero fue detenido e internado en el conocido como campo de los Almendros y en el campo de concentración de Albatera. Más tarde fue trasladado a la prisión de San Miguel en Orihuela y a la de Málaga. Finalmente fue juzgado sumarísimamente por un tribunal militar, condenado a muerte y fusilado en Madrid el 17 de enero de 1942, en las tapias del cementerio de la Almudena.